# 마미야 다카코
마미야 다카코(일본어: 間宮貴子)는 일본의 여성 가수이다.

## 개요
고등학교·대학교 때 아마추어 그룹에서 리드보컬로 활동하였다. 1978년에 사비네 가네코·미우라 요시카즈와 함께 코러스 그룹 PAO를 결성하였으나, 이듬해에 탈퇴하였다.
1982년, 《LOVE TRIP》을 발표하여 솔로로 데뷔하였으나 후속작 없이 은퇴하였다.

## 음반 목록
- PAO《Yes》(1978)
- 《LOVE TRIP》(1982)